# Desaminación oxidativa
La desaminación oxidativa es una reacción química que se caracteriza por la ruptura de un grupo amino. Esta reacción es clave a nivel biológico en la degradación de los aminoácidos. El ácido glutámico es desaminado oxidativamente en la mitocondria por la glutamato deshidrogenasa, la única enzima conocida que, al menos en algunos organismos,  puede trabajar tanto con NAD+ o NADP+ como coenzima redox. Se piensa que la oxidación ocurre con la transferencia de un ion hidruro del carbono a del glutamato al NAD(P)+ formando α-iminoglutarato el cual es hidrolizado a α-cetoglutarato y amonio.

## Desaminación en los aminoácidos
La degradación de los aminoácidos se puede dividir en 3 etapas:
- Transaminación y desaminación oxidativa
- Síntesis de urea (ciclo de la urea)
- Degradación del esqueleto carbonado α-oxoácido

En la transaminación, los aminoácidos reaccionan con el α-cetoglutarato y se obtienen como productos el α-cetoácido y el glutamato. Este último será el sustrato de la reacción de la desaminación oxidativa. La reacción en los mamíferos se da sobre todo en el hígado y está catalizada por la enzima glutamato deshidrogenasa (GDH). Esta enzima se encuentra en la matriz de la mitocondria y por eso el glutamato deberá ser transportado del citoplasma a la mitocondria. Es de las pocas enzimas que puede utilizar como coenzima tanto NAD+ como NADP+.
La reacción se lleva a cabo en dos fases. Se forma pues un intermediario con una base de Schiff (-C=N-). Las dos fases son reversibles ya que el nivel energético de los reactivos es similar al nivel energético de los productos. Según las necesidades que tenga la célula, la reacción puede actuar en sentido degradativo o en sentido biosintético.
En la primera fase, la glutamato deshidrogenasa utiliza el NAD+ (o NADP+) como oxidante: este cosustrato conseguirá un hidridión (H = 2 e- + H+), convirtiéndose así en NADH (o NADPH). Consecuentemente, el glutamato se oxidará con un hidridión menos que había formado parte del grupo amino (pasando de NH3+ a NH2+) y de un hidrógeno unido al carbono 2. 
En la segunda fase, es necesario un aceptor de agua externo. De esta manera, el oxígeno desplazará al grupo amonio formando un doble enlace con el carbono 2 y los hidrógenos formaran junto al NH2+, el ion amonio NH4+. El amonio es muy tóxico y por eso, antes de ser liberado de la mitocondria, será reconvertido por el ciclo de la urea en urea, un compuesto mucho menos tóxico.  El producto α-cetoglutarato ha sido regenerado mediante la desaminación oxidativa para volver a ser producto de la transaminación. Según las necesidades de la célula, también puede ser utilizado en el ciclo de Krebs.
La glutamato deshidrogenasa tiene moduladores alostéricos: el ADP actúa como activador y el GTP lo hace como inhibidor. Esto hace que la vía sea regulada según las necesidades energéticas de la célula, pues si la presencia de ADP activa la vía, el α-oxoglutarato será utilizado en el ciclo de Krebs para obtener más energía y lo contrario pasará con el GTP.

## Desaminación en catecolaminas
La desaminación oxidativa también tiene lugar en la inactivación de las catecolaminas, que tiene lugar en las mismas neuronas que liberan estas sustancias y en general, en todas las células que tengan la enzima MAO (Monoamino oxidasa).  Estas enzimas se encuentran en la membrana externa de la mitocondria. En este caso es el oxígeno utilizado como aceptor externo que sustituirá al grupo amonio, liberándose así amoníaco y el aldehído correspondiente a la monoamina catalizada. El otro producto es el peróxido de hidrógeno. Esta enzima es utilizada como diana para los fármacos antidepresivos: inhiben la enzima MAO y por lo tanto provocan un aumento de la dopamina y otras catecolaminas.